# Hanyū
Hanyū (羽生市 Hanyū-shi?) är en stad i norra delen av Saitama prefektur i Japan. Hanyū fick stadsrättigheter 1 september 1954. Staden ingår i Tokyos storstadsområde.